# Frontière entre l'Argentine et le Brésil
La frontière entre l'Argentine et le Brésil est la frontière séparant l'Argentine et le Brésil. 
Elle débute sur Tríplice Fronteira (Triple frontière), tripoint où elle rencontre la frontière entre l'Argentine et le Paraguay et la frontière entre le Brésil et le Paraguay, à la confluence du Rio Iguaçu et du Rio Paraná. Elle se termine sur un second tripoint où convergent la frontière entre l'Argentine et l'Uruguay et la frontière entre le Brésil et l'Uruguay.
Sa longueur est de 1 224 km, dont 1 200 km de rivière et seulement 24 km de frontière terrestre